# Barraca de la Capona
La Barraca de la Capona és una obra del Pla de Santa Maria (Alt Camp) inclosa a l'Inventari del Patrimoni Arquitectònic de Catalunya.

## Descripció
És la barraca més important i ben conservada del sector i per això la ruta en pren el nom. El primer que es veu és l'entrada de carros amb la seva gran arcada de 2'23m d'alçada i 2'30m d'amplada. La fondària d'aquesta nau és de 7'26m i està coberta amb la tècnica d'arcades successives.
A la dreta d'aquesta entrada de carros hi ha el cos constructiu principal, amb dues estances. El portal d'accés està rematat amb un arc dovellat. La primera estança està coberta amb una falsa cúpula que tanca a 3'74m d'alçada. En aquesta estança també hi ha dues petites fornícules i un cocó, a més del portal d'accés al dormidor, sens cap element funcional i cobert amb una falsa cúpula fins a 2'30m d'alçada. Exteriorment el cobriment de la primera estança està realitzat amb el sistema de parets reculades, del que en resulta la casella, en aquest cas força aplanada.